# Los Chicos del Boulevard
Los Chicos del Boulevard fue una agrupación juvenil mexicana iniciada a principios y mediados de la década de los 90's, creado por Luis de Llano. El grupo estaba integrado por tres muchachas y dos muchachos: Cassandra, Claudia, Renne, Benjamín y Ricardo Villarreal (el vocalista principal). Pero a cuatro meses de su presentación, cambiaron de integrante, Renne le cedió el lugar a Lorena Trigo.
Los Chicos del Boulevard se dieron a conocer a finales de 1992 con el tema musical "Rayo de sol". Bajo el sello de Columbia Records, el 1 de febrero de 1994 lanzan el álbum que los impulsó a la escena musical y fue con los sencillos “Superprendido” y “Por un momento de ilusión”, además del tema debut “Rayo de Sol” que se dieron a conocer en todo México y parte de Latinoamérica. El tema "Por un momento de ilusión" hoy es considerado un clásico de la década de los 90's y es su tema más memorable. Fue hasta 1995, que se edita su segundo y último álbum donde incluyeron el tema "Put your head on my shoulder" original del cantante canadiense Paul Anka en su versión en español "Tu cabeza en mi hombro", el cual fue el único sencillo promocionado. La agrupación también tuvo su participación en la telenovela “Agujetas de color de rosa” producción de 1995.
¿Que será de ellos actualmente? De Benjamin no hay información, Lorena Trigo es chef, Cassandra (su verdadero nombre es Karla Hernández) es empresaria, Mara Almada fue Teveita en el programa TVO, estuvo en el grupo “Garibaldi”, en Fox Sports y es conductora de TV Azteca. Ricardo Villarreal Guadiana, participó mucho en teatro, protagonizó a Ferro de la obra “Starlight Express” de Andrew Lloyd Weber; ganó 2 veces el premio de la prensa al mejor actor de comedia musical, también interpretaba el personaje de ”Giovanny” (2003-2005) en el programa “Desde Gayola” de Horacio Villalobos y transmitida por Telehit. Lamentablemente falleció un 24 de diciembre de 2005 a causa de tuberculosis a la edad de 36 años.
Datos curiosos
En un concierto en el teatro del pueblo de Morelia Michoacán fueron fuertemente abucheados por dos jóvenes en estado de ebriedad quienes desde primera fila les inferían improperios a los cantantes al mismo tiempo en que les hacían señas obscenas tales como Higa mientras bailaban al ritmo de la música.